# Puntualizzazione di Ems
La puntualizzazione di Ems o congresso di Ems (dal tedesco Emser Punktation), era un trattato firmato tra i tre principi-elettori spirituali del Sacro Romano Impero ed il principe-arcivescovo di Salisburgo. In tale documento veniva ribadita l'indipendenza del potere episcopale tedesco dalle decisioni della chiesa di Roma. Il congresso si tenne presso l'attuale cittadina di Bad Ems, all'epoca parte del territorio dell'elettorato di Magonza.

## Circostanze
Quello che innescò la necessità di emettere un documento di puntualizzazione, fu l'istituzione di una nunziatura apostolica a Monaco di Baviera, dalla quale si dovevano da quel momento ottenere tutte le approvazioni alle dispense concesse dagli arcivescovi tedeschi. Il nunzio Giulio Cesare Zoglio fece valere da subito la giurisdizione ecclesiastica pontificia, mentre gli arcivescovi per contro proibirono ai sudditi di appellarsi al nunzio pontificio. Ciò portò alla disputa sulla nunziatura tra Roma ed il Sacro Romano Impero.
Fu in questo contesto dunque che, nell'agosto 1786, i principi-elettori ed arcivescovi di Magonza, Treviri, Colonia e Salisburgo, oltre al vescovo di Frisinga, si ritrovarono a Bad Ems per discutere una posizione unitaria da tenere in merito all'argomento. Le discussioni perdurarono per quattro settimane sino al 25 agosto quando venne infine reso pubblico il contenuto delle riflessioni.

## Contenuto
Gli arcivescovi Friedrich Karl Joseph von Erthal (Magonza), Clemente Venceslao di Sassonia (Treviri), Massimiliano d'Asburgo-Lorena (Colonia) e Hieronymus von Colloredo (Salisburgo) chiesero pubblicamente che il papa non mutasse l'ordine delle cose precedentemente stabilito né privandoli di parte delle loro funzioni, né esercitando arbitrariamente un potere che non gli era proprio nella gestione della chiesa tedesca e quindi, in buona sostanza, che abolisse la nunziatura apostolica a Monaco che era vista come un'ingerenza del potere del papa in terra tedesca. Altro punto sul quale  i prelati fecero pressioni fu la concessione dei benefici ecclesiastici in terra di Germania unicamente a nativi tedeschi, senza quindi l'intromissione di altre figure provenienti dall'esterno (in particolare dalla curia romana). Essi chiesero inoltre l'autorizzazione a istituire dei tribunali sinodali provinciali. 
Se tali richieste non fossero state accolte, i vescovi tedeschi fecero sapere che il problema avrebbe indubbiamente interessato tutte le diocesi tedesche, creando il rischio di uno scisma. I vescovi addussero il fatto che ogni vescovo traeva il proprio potere da Dio tanto quanto il papa e che dunque non era necessario che un potere soverchiasse l'altro quando entrambi potevano convivere tranquillamente sul suolo tedesco, nei rispettivi ruoli.

## Conseguenze
L'imperatore Giuseppe II del Sacro Romano Impero, non appena venne a conoscenza del congresso, dichiarò la sua piena disponibilità a proteggere i diritti degli arcivescovi tedeschi nella speranza che questi avrebbero continuato a sostenerlo nel suo programma di riforme dell'impero. Tuttavia egli comprese bene che la risoluzione di Ems altro non era che un metodo alternativo per espandere il potere delle arcidiocesi in ambito religioso, ma che questo non andava ad intaccare i rapporti degli stessi arcivescovi in quanto principi elettori col sistema dell'impero. Col tempo, dunque, Giuseppe II abbandonò sempre più la causa degli arcivescovi che si ritrovarono da soli a lottare contro il papato. Il fatto si concluse con un severo rimprovero da parte di papa Pio VI ai quattro arcivescovi che avevano osato mettere in dubbio la sua autorità e con il mantenimento dello status quo deciso dalla curia romana per la nunziatura di Monaco.